# リヨン
リヨン（Lyon）は、フランスの南東部に位置する都市で、オーヴェルニュ＝ローヌ＝アルプ地域圏の首府、メトロポール・ド・リヨンの県庁所在地である。

## 概要
リヨン市の人口は52万人程だが、市街地は郊外にも広がっているため、通常は周辺地域を含めた人口232万人（2017年）が実質的な人口として引用される。都市圏としてはフランス第二の規模を持つ。フランスの首都パリから南東方向に直線距離で393km、フランス南部のマルセイユからは北方向に278km、スイスのジュネーヴからは南西方向に113kmの場所にある。
ローマ帝国のガリア属州の植民市ルグドゥヌムとして古代から栄えた物資の集散地であり、中世には市の立つ町としてヨーロッパでも有数の交易地として栄えた。旧市街はユネスコの世界遺産（文化遺産）に登録されている。
商業都市であり中世からヨーロッパ各地の手形交換所として機能していた歴史があり、古くから金融業が盛んで、現在も多くのフランスの銀行（Category:フランスの銀行）の本店が置かれる。
織物、特に絹織物の産地としても知られる。
パンチカードで（コンピュータのように）制御するジャカード織機を発明したジョゼフ・マリー・ジャカールが生まれ育った都市である。現在、ソフトウェア制作産業、特にコンピュータゲームのソフトウェア制作産業の集積地ともなっている。
1989年以来、国際刑事警察機構（インターポール、ICPO）の本部が置かれている。
1996年にG8サミットの開催地となった。

## 地理

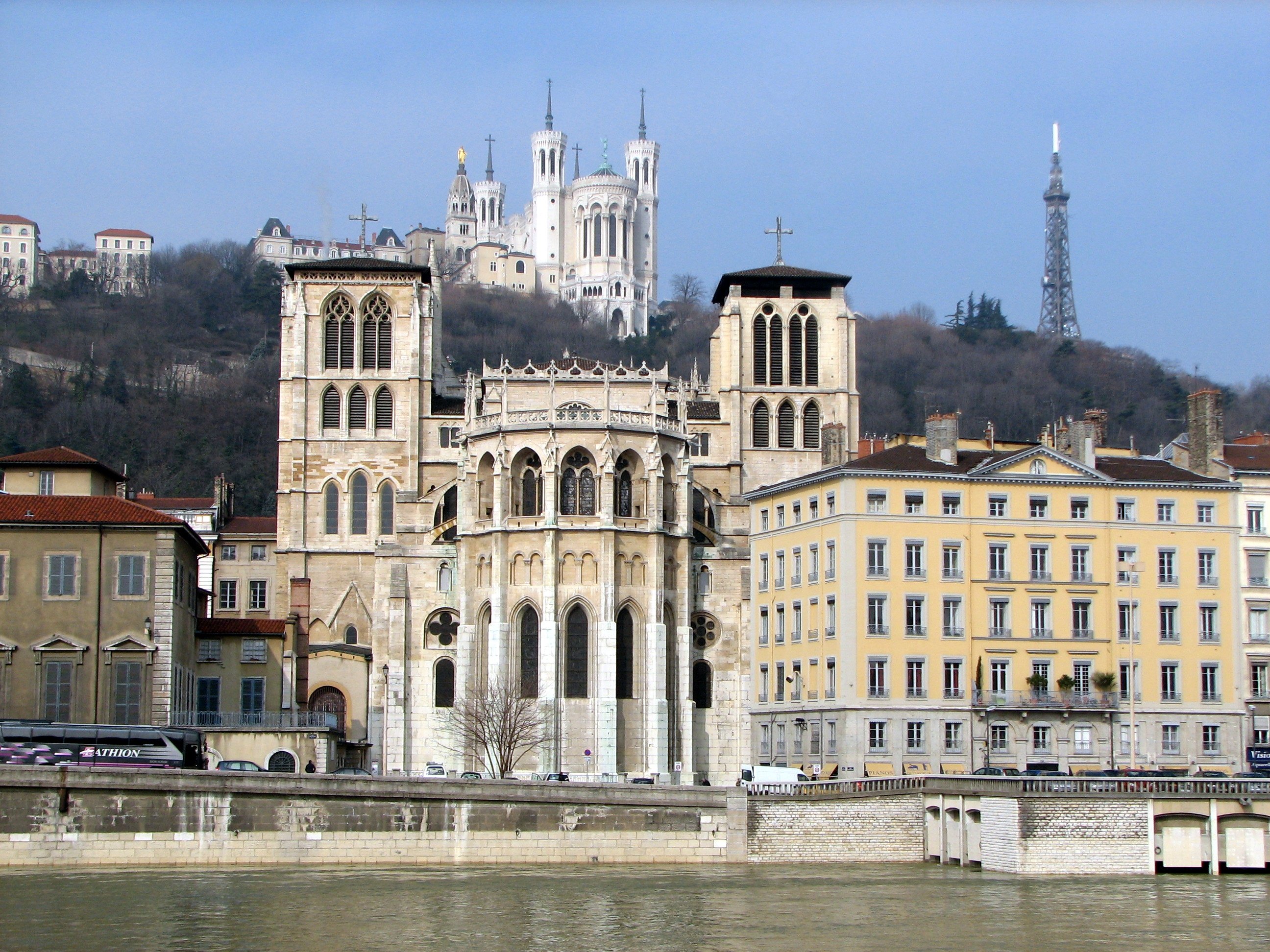
フルヴィエールの丘とサン・ジャン司教座聖堂

パリから南東方向に直線距離で393キロメートル、道路の走行距離で463キロメートルの場所に位置している。（東京‐大阪間の直線距離（約403km）におおむね相当）
北東から流れ込むローヌ川と、北から流れ込むソーヌ川がリヨンの南部で合流する。ソーヌ川の西側は石畳の街並みの残る旧市街で、フルヴィエールの丘の上にはリヨンの象徴であり繊細な内部装飾で知られるフルヴィエールのノートルダム大聖堂が建つほか、丘のふもとには司教座聖堂のリヨン・サン・ジャン司教座聖堂（フランス語版記事）も建っている。
ローヌ川の東側はクレディリヨネ（fr:Crédit lyonnais）のクレディリヨネ・タワーを筆頭に近代的な建物が並ぶ地域である。そのさらに東には、新興の住宅地域が広がっている。
リヨン歴史地区も参照。

## 歴史

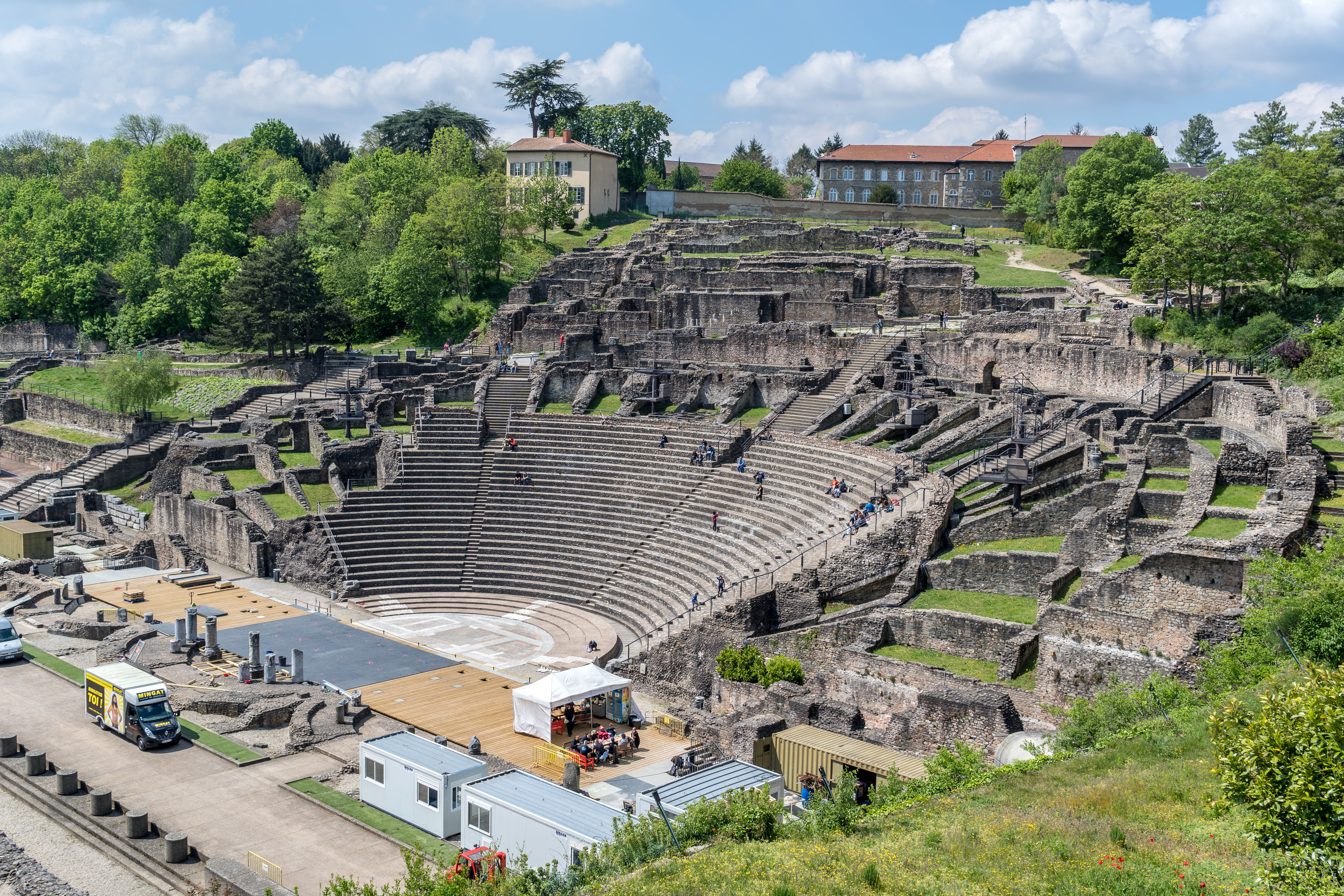
ローマ時代の遺跡

紀元前43年に、ローマの植民市ルグドゥヌムとしてルキウス・ムナティウス・プランクスによって建設され、2世紀には皇帝属州ガリア・ルグドゥネンシスの中心都市としてさかえた。ローマ帝国はガリアを獲得したが、その「商業がガリアに入り込む幹線ルートはソーヌ川を含むローヌ河谷であった。そのために、リヨンが商業史的、行政的、そして布教的観点から見て――西ゲルマーニアの諸属州にとっても――中心地の地位を獲得」した。カロリング朝のもとに司教座（司教や大司教が執務を行う座席）がおかれ、後の何世紀もの間、大司教に支配され続けた。1245年に第1リヨン公会議、1274年には第2リヨン公会議がひらかれた。14世紀初めフランス王国に併合され、このころから絹織物の交易の一大中心地として発展した。
1463年にルイ11世がジュネーブに対抗して大市を開いた。リヨンの大市はフランスで始めて商事裁判権を獲得した。
16世紀には4つの大市と貨幣市場が催され、多数のイタリア人商人が信用取引を可能にしていた。イタリアというのはフィレンツェ・ルカ・ミラノ・ジェノヴァ各地である。この北イタリア出身の商人はリヨン市民との結婚を通じて市民権（英語版記事）を取得し、不動産を買うなどしてリヨンの社会に融けこんでいった。しかしなおイタリア商圏の利益代表者を選出した。大市はそれぞれ2週間開催された。支払金融市場は8日間行われたが、やがて他の大市から自立拡大した。支払金融市場では手形の格付けが行われ、イタリア商人が取引前に相場を決めた。金を借りる商人の信用履歴がノートにまとめられて慣習法として参照された。そこでは記号が用いられたが、“X”は引受可能手形を表し、“SP”は引受拒絶sous protet を示し、“V”は疑わしい場合を意味した。また外国為替相場については、1572年にフィレンツェとルカが、1604年にジェノヴァもそこへ加わってレートを統一した。
フランス革命が始まると、反革命派が反乱を起こし、それを鎮圧した共和国軍がリヨンの大虐殺を引き起こした。工業化がはじまった19世紀前半にヨーロッパ最大の絹織物・繊維工業都市となった。第二次世界大戦中は、ドイツ軍に対するレジスタンス運動の拠点のひとつだった。戦後は北アフリカの旧フランス植民地から多くの移民をむかえた。

## 気候
リヨンは西岸海洋性気候と温暖湿潤気候（ケッペンの気候区分ではCfb/Cfa）との境界にある。内陸部にあるためフランスの他都市より冬の気温が低いが、全体として寒くはなく、1月の平均気温は3.2℃である。夏は非常に温暖で、7月の平均気温は21.3℃である。降水量は年間通じて十分な量が降るが、冬季が最も乾燥する。
| リヨンの気候           | リヨンの気候 | リヨンの気候 | リヨンの気候 | リヨンの気候 | リヨンの気候 | リヨンの気候 | リヨンの気候 | リヨンの気候 | リヨンの気候 | リヨンの気候 | リヨンの気候 | リヨンの気候  | リヨンの気候   |
| 月                     | 1月          | 2月          | 3月          | 4月          | 5月          | 6月          | 7月          | 8月          | 9月          | 10月         | 11月         | 12月          | 年             |
| ---------------------- | ------------ | ------------ | ------------ | ------------ | ------------ | ------------ | ------------ | ------------ | ------------ | ------------ | ------------ | ------------- | -------------- |
| 最高気温記録 °C （°F） | 17.9 (64.2)  | 21.9 (71.4)  | 25.7 (78.3)  | 30.1 (86.2)  | 34.2 (93.6)  | 38.4 (101.1) | 39.8 (103.6) | 40.5 (104.9) | 35.8 (96.4)  | 28.4 (83.1)  | 23.0 (73.4)  | 20.2 (68.4)   | 40.5 (104.9)   |
| 平均最高気温 °C （°F） | 6.2 (43.2)   | 8.4 (47.1)   | 12.4 (54.3)  | 15.3 (59.5)  | 20.0 (68)    | 23.5 (74.3)  | 27.0 (80.6)  | 26.7 (80.1)  | 22.3 (72.1)  | 16.7 (62.1)  | 10.2 (50.4)  | 7.1 (44.8)    | 16.3 (61.3)    |
| 平均最低気温 °C （°F） | 0.1 (32.2)   | 1.2 (34.2)   | 3.3 (37.9)   | 5.6 (42.1)   | 9.9 (49.8)   | 13.1 (55.6)  | 15.6 (60.1)  | 15.3 (59.5)  | 11.9 (53.4)  | 8.4 (47.1)   | 3.6 (38.5)   | 1.5 (34.7)    | 7.5 (45.5)     |
| 最低気温記録 °C （°F） | −23 (−9)     | −22.5 (−8.5) | −10.5 (13.1) | −4.4 (24.1)  | −3.8 (25.2)  | 2.3 (36.1)   | 6.1 (43)     | 4.6 (40.3)   | 0.2 (32.4)   | −4.5 (23.9)  | −9.4 (15.1)  | −24.6 (−12.3) | −24.6 (−12.3)  |
| 降水量 mm （inch）     | 52.9 (2.083) | 50.5 (1.988) | 54.8 (2.157) | 72.3 (2.846) | 87.7 (3.453) | 80.2 (3.157) | 62.0 (2.441) | 69.0 (2.717) | 88.3 (3.476) | 94.7 (3.728) | 75.1 (2.957) | 55.5 (2.185)  | 843.1 (33.193) |
| 平均降水日数           | 9            | 9            | 9            | 10           | 11           | 9            | 7            | 7            | 8            | 10           | 9            | 10            | 108            |
| 平均月間日照時間       | 69           | 97           | 172          | 180          | 225          | 232          | 275          | 259          | 187          | 111          | 70           | 55            | 1,932          |
| 出典：フランス気象局   |              |              |              |              |              |              |              |              |              |              |              |               |                |

## 行政

リヨンの区

リヨンは、行政権を持つ市長、立法権を持つコミューン議会、そして普通選挙（直接選挙）で選ばれた任期6年の議員たちによって行政が行われる。コミューン内の区ごとの選挙結果名簿の1/3が区の評議員となるため、コミューン議会には73人の評議員がいることになる。
リヨン市長は議会から選出され、議決を実施する責任者であり、コミューン最高の行政執行者として警察権を保持するなど、重要な独自のスキルを要する。市長はコミューン議会に要請することで、1人以上最高21人までのアシスタントを持つことができる。リヨンの議会は年10回開催され、そのつど市長が議長を務めるが、不在時には市長の代理人が務めることになっている。
パリの行政区、マルセイユの行政区同様に、リヨンは、1852年から9つの行政区に分割されている。

## 人口
| 1962年  | 1968年  | 1975年  | 1982年  | 1990年  | 1999年  | 2006年  | 2012年  | 2017年  |
| ------- | ------- | ------- | ------- | ------- | ------- | ------- | ------- | ------- |
| 528 535 | 527 800 | 456 716 | 413 095 | 415 487 | 445 452 | 472 304 | 496 343 | 516 092 |

source=1999年までLdh/EHESS/Cassini、2006年以降INSEE
16世紀中の人口推移は、1557年には3万6千 - 5万だったが、64年のペスト流行の影響によって、民衆の3分の2の生命が奪われ、97年には2万人に減った。

## 交通

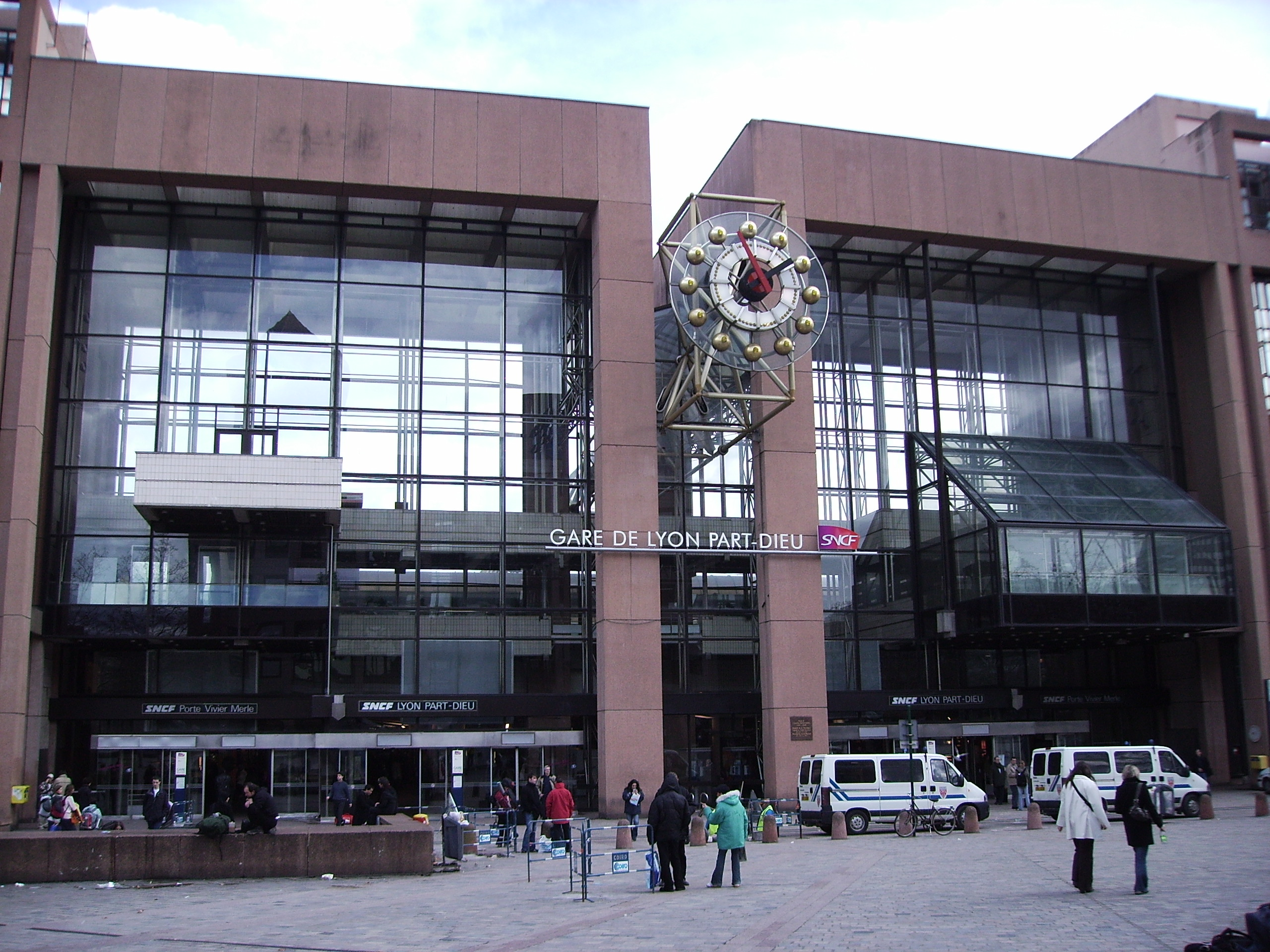
パールデュー駅

### 鉄道
フランス国鉄のTGV（Train à Grande Vitesse：テ・ジェ・ヴェ。フランスの高速鉄道）が、最初に開通した街の一つであり、1981年にパリとリヨンとを結び開業した。TGVはリヨン市内ではペラーシュ駅、パールデュー駅 (Part-Dieu) の2つの駅に停車する。
TGVはパリ-リヨン路線では一日に9本運行されている。TGVでパリからリヨンへ行くには通常は2時間44分かかるが、最短では1時間50分で到着する。

### 航空
郊外にリヨン・サン＝テグジュペリ国際空港（LYS）がある。この空港にもフランス国鉄の鉄道駅があり、TGVが停車する。市内中心部とはトラム(ローヌエクスプレス)で接続されている。
この空港はかつて、リヨン・サトラス空港と呼ばれていたが、2000年にリヨン生まれのサン＝テグジュペリ生誕100年を記念して改名された。

### 公共交通

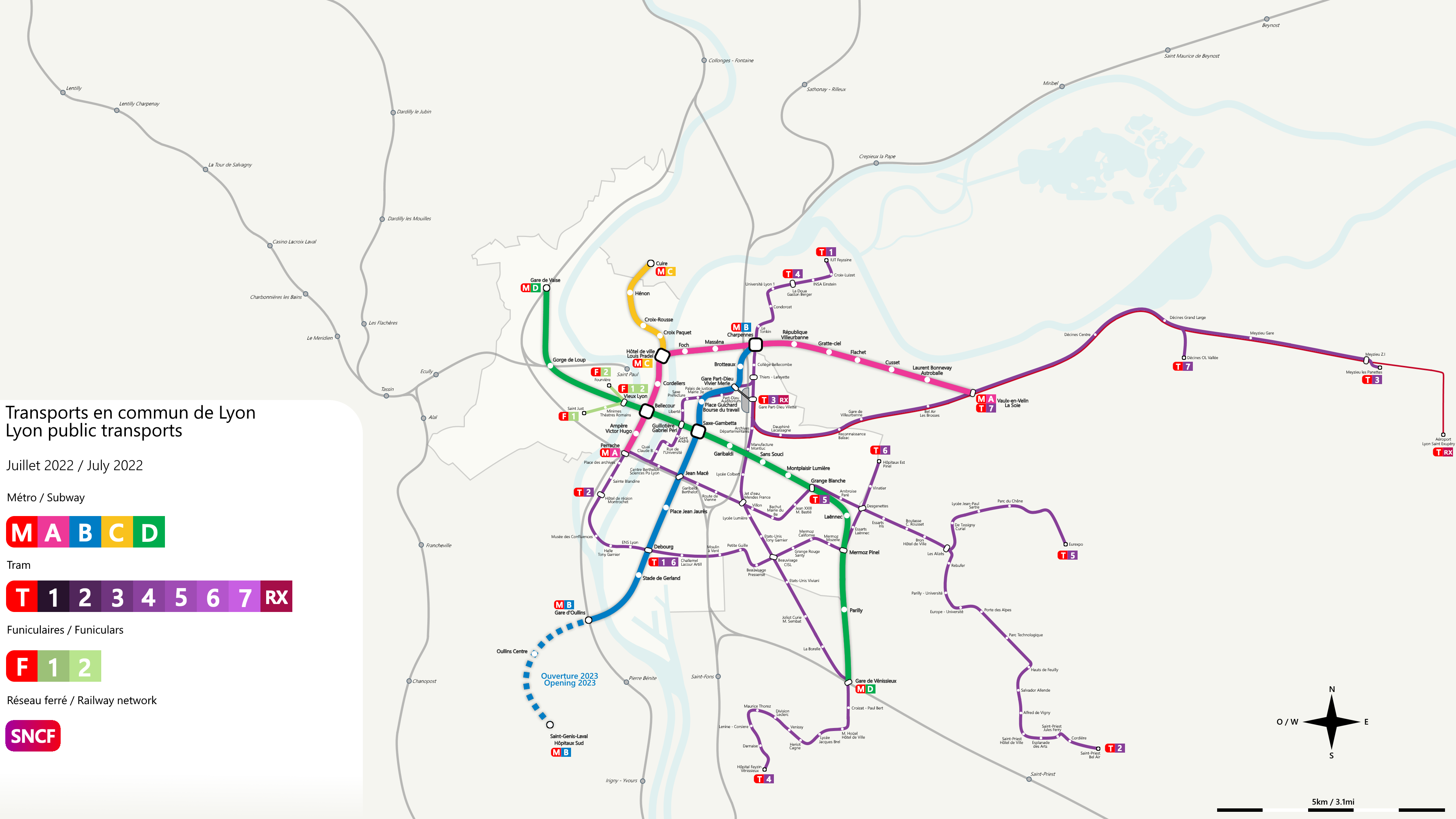
リヨン公共交通路線図

市内の交通として、バス、地下鉄、ケーブルカー、路面電車がある。
SYTRAL（Syndicat Mixte des Transports pour le Rhône et l'Agglomération Lyonnaise、ローヌ・リヨン都市圏輸送混合組合）が経営し、Keolis Lyon（SNCFグループに属する民間企業）がTCL（Transports en Commun Lyonnais、リヨン公共交通）の名称で運行管理を行っている。ヴィルールバンヌやサン＝プリエスト、ヴェニシューといった近隣自治体まで延びている路線もある。
信用乗車方式を採用しており、乗車券は定額で、一定時間内であればすべての交通機関（地下鉄、バス、トラム、ケーブルカー）で乗り換えは自由。乗客は地下鉄入り口あるいは車内にある刻印機で乗車券に時刻を刻印する。乗車券を持っていても刻印がないと検札時に高額の罰金を請求される。定期券はIC式を採用し、刻印機のセンサーに接触させることで乗車を記録させる。地下鉄の入口には改札機が無かったが、2005年ごろから一部の駅を皮切りに順次自動改札機が導入されている。パーク・アンド・ライドが整備されているのも特徴。

#### バス
一部の路線は電化されており、トロリーポール（2本）を載せたトロリーバス（連接型を含む）が運行されている（リヨン・トロリーバス）。現在の車両は走行用バッテリーまたは補助エンジンを搭載したハイブリッドカーで、車庫への帰路等では、架線がない場所を走ることがある。また、主要な路線の中には、夜中まで運転しているものもある。

#### 地下鉄

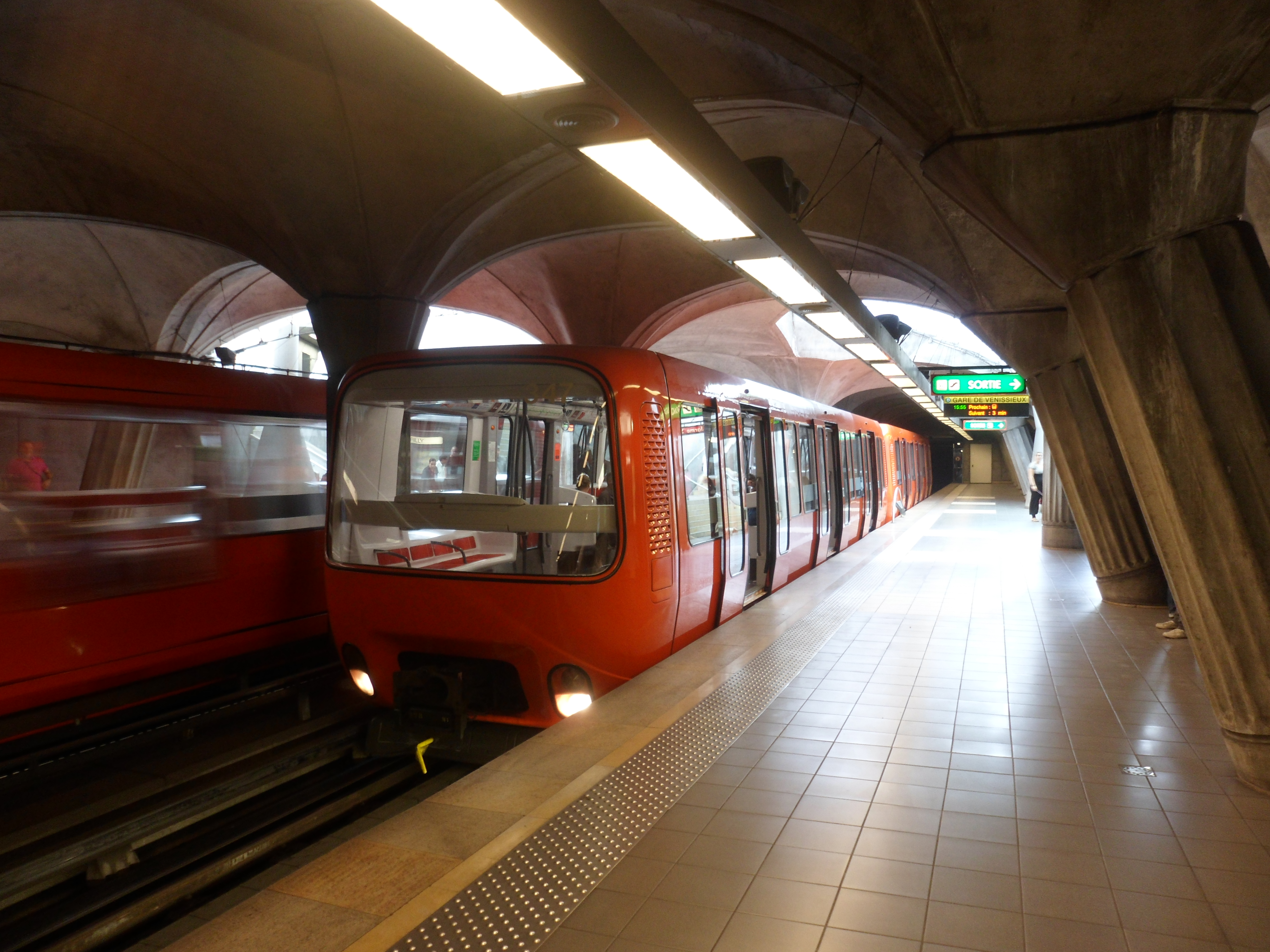
パリリ駅

- A線 - 市内南西部にあるSNCFペラーシュ駅からリヨン市庁舎、大学の集まるラ・ドゥワに近いシャルペンヌを経由し、リヨン東郊ヴォー＝アン＝ヴランのラ・スワ（トラムT3号線・ローヌエクスプレスに接続）に至る路線。3両編成、片側3扉の鉄輪併用ゴムタイヤ式車両で、車内は全席クロスシートであったが、現在はロングシートに改装されている。全線複線。
- B線 - シャルペンヌから南へ、SNCFパール・デュー駅を経由し、サッカー・フランスワールドカップの会場となったスタッド・ジェルランへ[注釈 1]。その後、ウランを通り、サン＝ジュニ＝ラヴァルへ至る路線。車両はA線と同じ。全線複線。
- C線 - リヨン市庁舎（オテル・ドゥ・ヴィル）から北西方面、クロワ・ルースを経由してキュイール駅（カリュイール＝エ＝キュイール）にいたる全長2.4kmの短い路線。途中、クロワ・ルース駅までの2駅間は175‰にもなる急勾配のため、世界でも珍しいラック式地下鉄となっている。車体はA線、B線用とほぼ同一（車内は全席クロスシート）であるが、ラック式のため、鉄輪のみ（ゴムタイヤはない）である。オテル・ド・ヴィル - クロワ・ルース間のトンネル内急勾配ばかりではなく、平坦露地や橋梁上を走る区間も長いため、故障や凍結その他の原因による車輪の空転・滑走を抑える砂撒き装置を先頭車の（運転台）床下に備えている。全線複線だがキュイール駅付近のみ単線。
- D線 - リヨン市内を北西から南東へ横断。SNCFヴェーズ駅から、旧市街やベルクール広場、市内東部を経由し、ヴェニシューのSNCFヴェニシュー駅へ至る路線。車両は2両編成で無人運転（車体はA線、B線とほぼ同じ）のため、前面展望が楽しめる。

#### ケーブルカー
フルヴィエールの丘へ登るケーブルカーで、フルヴィエール・ノートルダム大聖堂への路線と、ローマ劇場への2路線がある。

#### 路面電車

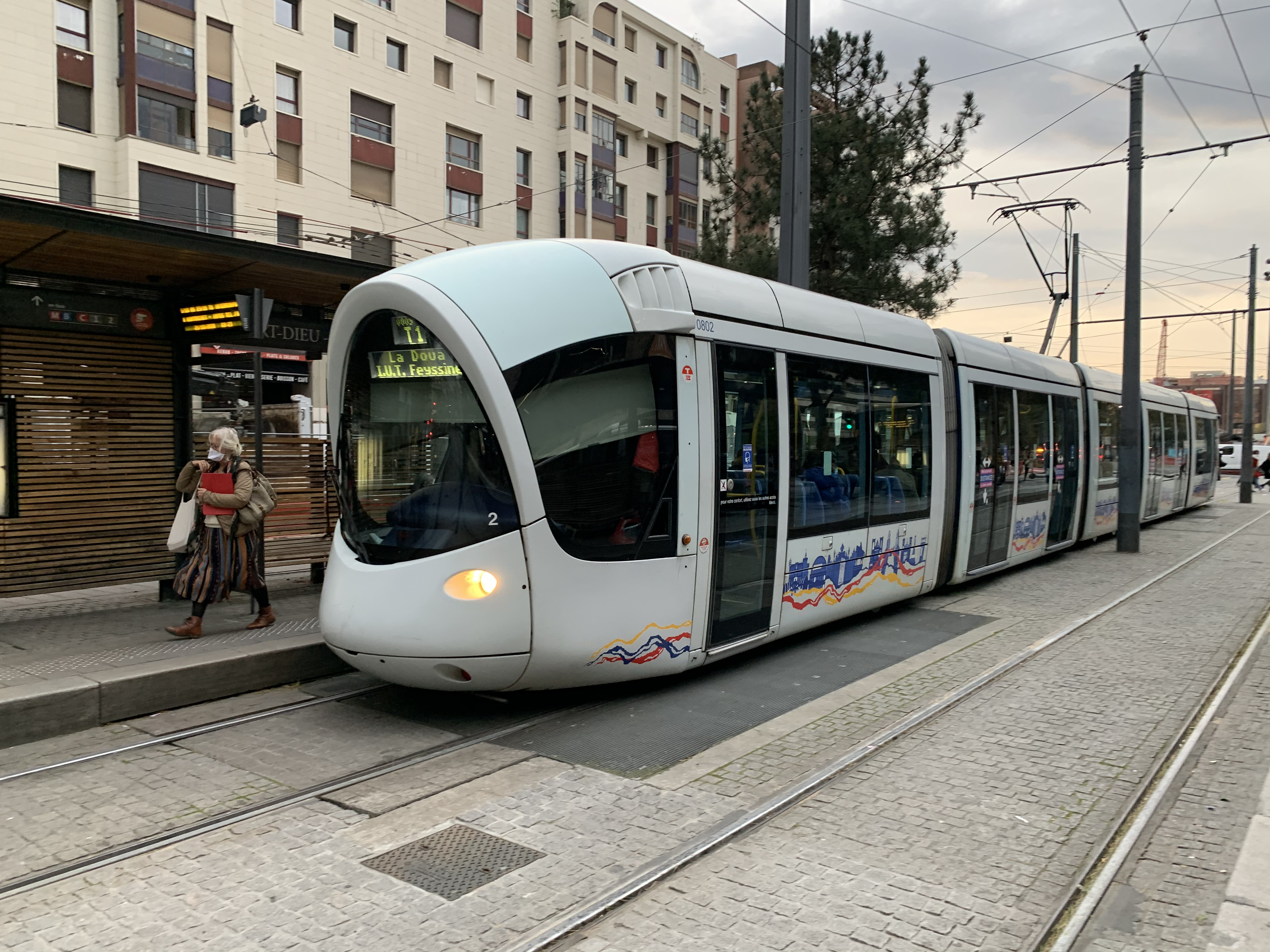
リヨンのトラム

リヨンには1879年から路面電車が走っていたが、モータリゼーションの進展により1957年に全廃された。その後、路面電車の公共交通としての重要性が見直され、2000年に超低床・低騒音の最新車両となって復活した。
- T1号線 - リヨン高等師範学校（ENS）の最寄駅であるドゥブール駅を始発とし、ローヌ川を渡ってコンフリュアンス地区、ペラーシュ駅、ふたたびローヌ左岸に戻ってリヨン第2大学、パール・デュー駅を経由して、リヨン第1大学やリヨン国立応用科学院（INSA）のあるラ・ドゥワ地区に至る。
- T2号線 - ペラーシュ駅を始発とし、国鉄ジャン・マセ駅、グランジュ・ブランシュを経てリヨン東郊のサン＝プリエスト＝ベレールへ至る。
- T3号線 - 旧ローヌ県営リヨン東鉄道（CFEL） (fr:Chemin de fer de l'Est de Lyon) の線路跡を利用したパール・デュー駅東口 - メイジュー産業地区間が2006年12月に開業。
- T4号線 - ラ・ドゥワからT1号線を経由してペラーシュ駅に至り、そこから国鉄ヴェニシュー駅を通ってフェザン・ヴェニシュー病院駅に至る。
- T5号線 - グランジュ・ブランシュからレ・アリゼまではT2号線を通り、そこから分岐してパルク・デュ・シェーヌ、またイベントのある日はユーレクスポ見本市会場に至る。
- T6号線 - T1号線の起点であるドゥブール駅とオピトー・エスト（東病院）＝ピネルを結ぶ外環路線として2019年11月に開業。今後ラ・ドゥワまで延伸する計画がある。
- T7号線 - メトロA線の終点であるヴォー＝アン＝ヴラン＝ラ・スワ駅とグルパマ・スタジアムを結ぶ路線として2021年2月に開業。
- ローヌエクスプレス(Rhônexpress) - T3号線に並行し、パールデュー駅とサン＝テグジュペリ国際空港を結ぶ。急行運転を行っており、T3号線に比べ停車駅が少ない。SYTRALの運営だがTCL路線網には入っていないので、運賃は別料金である。2010年8月開業。

## 催事

### フルヴィエールの夜
毎年夏の夜、フルヴィエールの丘にあるローマ劇場で、「フルヴィエールの夜」 (la Nuit de Fourvière) というイベントが行われる。連日のように、著名なアーティストのコンサートや演劇が催される。

### 光の祭典
毎年12月8日から11日にかけて「光の祭典」 (Fête des Lumières) が行われる。これは、ペストがアルプス以北の欧州で1348年から1353年に流行した際、リヨンのひとびとがフルヴィエールのノートルダム大聖堂のマリア像に祈りを捧げたところ、流行が治まったことに由来するという。この日の夜はリヨン市内の家々の窓際（感謝の捧げ物としてのロウソクなので、本来はフルヴィエールの丘に面した窓のみ。現在はそれにこだわらない）はろうそくの灯りで彩られ、建物や道路はイルミネーションで飾られる（時間を決めて、各家庭と街の不急の照明を消灯する。ライトアップされたノートルダム聖堂と、窓々のロウソクの明かりが幻想的である）。

## 食文化

### 食材
生産者が朝市に直接やって来て出店したり、市内の食料品店に常連として出品・販売したりする範囲をその都市の食文化経済圏と呼ぶことにすれば、ブレス（Bresse）の鶏肉（Bresse Gauloise）、ナンテュアのエクルビス等、リヨン食文化経済圏は世界に名を知られる美味な農作物でも知られている。秋の狩猟期にはジビエ（野生の鳥や獣）も豊富で、朝市で家庭の主婦があれこれ品定めする姿が目に付く。

### 料理と飲み物
フランスがまだヨーロッパの片田舎であった頃、文化の中心地イタリアのメディチ家仕込みの宮廷料理をリヨンは我が物とした。一方で、郷土色豊かな家庭料理にも見るべき物が多い。リヨン料理としては、以下のものが挙げられる。
- クネル
- リヨン風ポテト
- リヨン風サラダ
- コック・オ・ヴァン
- マロングラッセ
- フランス風タコス

リヨン食文化経済圏内にある、ワインの名産地も数え切れない。とりわけ「リヨンを流れる3番目の河」とおどけられるボジョレのワインは、リヨンの大量消費が育て上げたものである。

### レストラン
「食通の街リヨン」、場末のブラッスリーに至るまで、他都市のそれと較べて食の質は高い。レストランガイドとして有名なギド・ミシュラン (Guide Michelin) の三つ星がリヨン市内にひとつもないことを、リヨンっ子はとても不満に思っている（同誌の採点基準には、客室の雰囲気・豪華さやトイレの設備・広さ等も入っている）。味だけならば、他都市の三つ星レストランを凌駕する店は複数ある（そのためもあってリヨンっ子はギド・ミシュラン不信で、ゴー・ミヨ (Guide Gault Millau) の方を高く評価している）。
「ラ・メール・ブラジエ (La Mère Brazier, en)」などがある市内ばかりでなく、リヨンから日帰りできる距離に有名料理店「ポール・ボキューズ」・「アラン・シャペル」・「ラ・ピラミッド」・「トロワグロ」等々があり、日本からも食べ歩きに訪れる食通が後を絶たない。

### 製菓ワールドカップ
2年に一度、奇数年の1月にSIRHA（シラ）国際外食産業見本市が開かれ、この中で製菓ワールドカップ (la Coupe du Monde de la Patisserie) が開催される。各国代表として一流のパティシエ達が3人1チームで参加し、飴細工、チョコレート、氷彫刻の3種目で世界一を競う。

## スポーツ
リヨンはフランスのサッカーリーグである、リーグ・アンに所属するオリンピック・リヨンの本拠地としても知られる。リヨンは2000年代にリーグ7連覇を達成した強豪クラブである。また、かつてクラブのホームスタジアムであったスタッド・ジェルランは、1998 FIFAワールドカップ・フランス大会の会場となり、グループHの日本対ジャマイカ戦もここで行われた。なお、2016年よりパルク・オリンピック・リヨンへと移転した。

## 教育

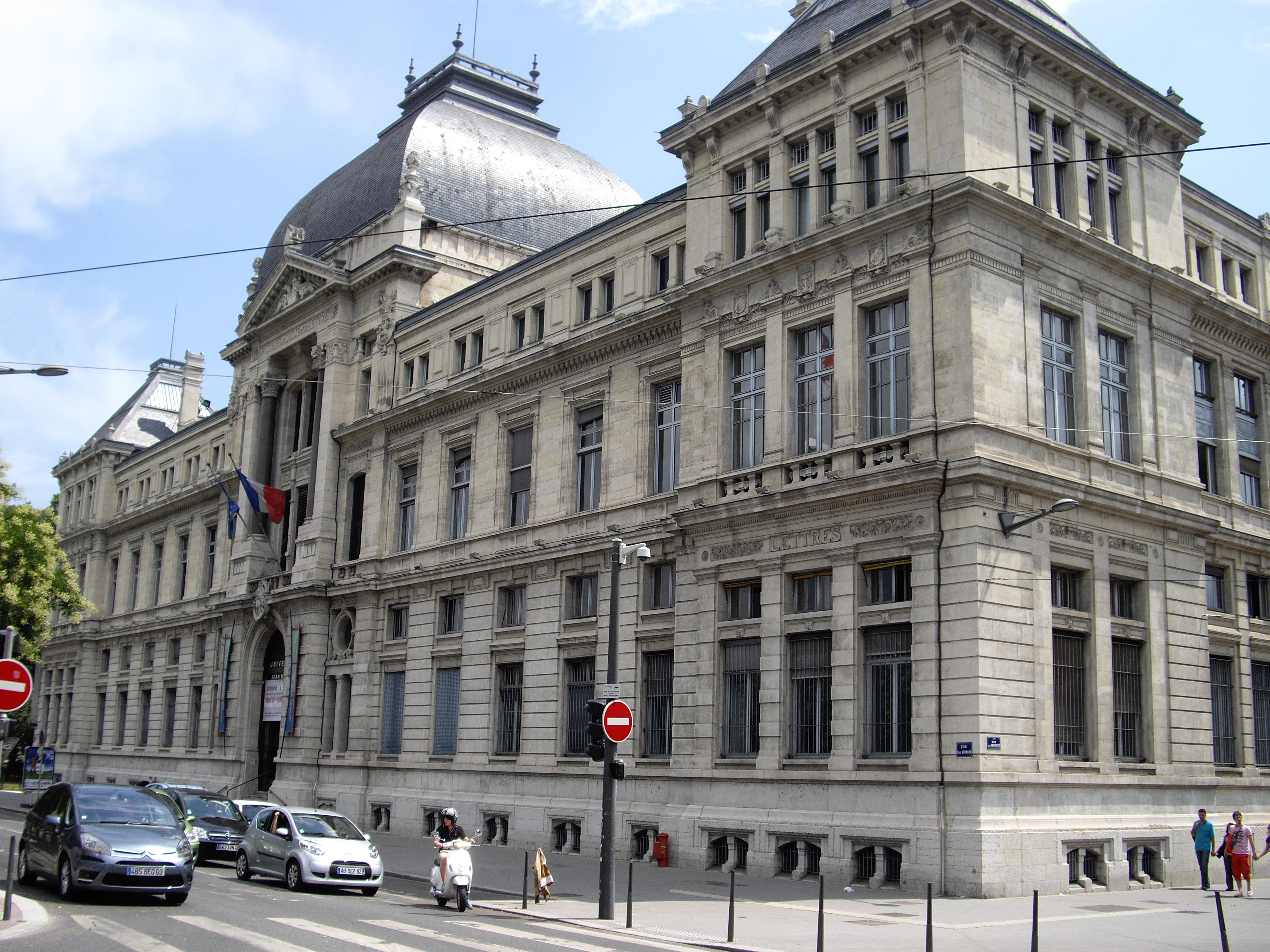
リヨン第3大学

### 大学等
- リヨン大学
  - クロード・ベルナール・リヨン第1大学
  - リュミエール・リヨン第2大学
  - ジャン・ムーラン・リヨン第3大学
- リヨン高等師範学校
- EMLYON経営大学院
- リヨン国立高等美術学校
- リヨン国立高等音楽・舞踊学校

### 高等学校
- コレージュ＝リセ・アンペール

## 日本との関わり
リヨンと日本の絹産業
1855年にスペインで発生した蚕の病気（en:Category:Insect_diseases）がヨーロッパ全土に広まり、リヨンの絹織物産業に大打撃を与え、失業者が増大した際、日本の蚕が病いに強いこと、日本でも上質の絹が生産されていることが伝えられ、リヨンから横浜へ生糸と蚕を買い付けに来るフランス人が殺到し、需要の急増により日本の生糸価格は暴騰。粗悪品も出回り、日本の生糸の評判が落ちた。需要に応えて増産するため明治政府はリヨン近郊出身のフランス人技術者ポール・ブリューナを招き、1872年に富岡製糸場が造られた。
リヨンと日本の文芸
永井荷風が横浜正金銀行の社員として滞在したこともある。
作家の遠藤周作は、日本人の海外留学生が稀少だった1950年から1953年にかけてリヨン大学に学び、のちの作品でもしばしばこの地を登場させている。
- リヨンを舞台とした日本人作家の作品
  - 永井荷風著『ふらんす物語』[13][14]
  - 遠藤周作著、エッセイ集『冬の優しさ』(新潮文庫、1982年）：「帰国まで 我が青春のリヨン」などを含む

日本の料理学校との関わり
辻調グループフランス校 - 辻調各校の卒業生がフランス料理やフランス菓子を学ぶために、1980年に辻静雄により設置された。毎年およそ200名近くが留学するとのこと。リヨン近郊に2校あり、ボジョレーワインの産地ローヌ県リエルグ（現ポルト・デ・ピエール・ドレ (fr)）に第1フランス校シャトー・ド・レクレールが、アン県の旧ドンブ公国の古都トレヴー近くのレリューに第2フランス校シャトー・エスコフィエがある。
被災した日本を光の祭典へ招待
光の祭典はもともとペストという大災害から聖母マリアがリヨンを護ってくれたことへの感謝の祭りであるが、2011年（平成23年）の祭典では、この年の3月に東日本大震災という大災害を経験し復興を目指す日本の人々の思いに寄り添い、日本から光の祭りを招くことにし、富山県南砺市福野町の福野夜高祭の夜高行燈を招き、期間中3基の大・中行燈と2基の小行燈がリヨン市街地約3.5kmを「よいやさ、よいやさ」の威勢の良い声とともに夜高行燈を練り廻した。

## 関係者

### 主な出身者
- ルイ＝ガブリエル・スーシェ（ナポレオン戦争期の軍人、フランス元帥）
- アンドレ＝マリ・アンペール（数学者・物理学者）
- ジュリエット・レカミエ（レカミエ夫人）
- シャルル・フィリポン（諷刺画家・出版者）
- ポール・ブリューナ - リヨン近郊生まれ。リヨンで生糸業に携わり、日本の富岡製糸場建設に関わる。
- エクトール・ギマール（建築家、装飾デザイナー）
- トニー・ガルニエ（都市計画家・建築家）
- マルク・ブロック（歴史学者）
- 山田菊（作家） - 日本人の父とフランス人の母の間に生まれ、全作品をフランス語で著した[19]
- アントワーヌ・ド・サン＝テグジュペリ（作家、操縦士）
- モーリス・ジャール（映画音楽家）
- ポール・ボキューズ（フランス料理人） - リヨン近郊コローニュ・オー・モン・ドールに生まれ、リヨンを中心に店舗を構えた。
- アラン・シャペル（フランス料理人） - リヨン生まれ、アヴィニョンで急逝。
- ジャン＝ミシェル・ジャール（電子音楽家、モーリス・ジャールの息子）
- ミミ・マティ（フランス語版）（女優、コメディアン） - 現在パリ9区等に居住
- アンヌ・イダルゴ（現パリ市長） - 2歳時にスペイン・アンダルシア州からリヨンに移住

### 居住者・ゆかりの人物
- フランシスコ・サレジオ - カトリック教会と聖公会の聖人。アヌシー近郊サール城（château de Sales）で出生。リヨンで死去
- エティエンヌ・ボノ・ドゥ・コンディヤック - 観念学派の哲学者。若年期に居住
- ロラン夫人 - ジロンド派の黒幕。夫の赴任で一時居住
- ジョゼフ・フーシェ - フランス革命期のリヨンの反乱後、同市に派遣され「リヨンの霰弾乱殺者」と呼称された。
- リュミエール兄弟の兄オーギュスト - リヨンで死去
- 若月馥次郎 - 1920年から1927年まで在リヨン副領事を務め、著作や講演などで日本文化を紹介しリヨン市民に親しまれた。リヨン8区に「ワカツキ通り」として名を遺す。
- クラウス・バルビー - リヨンを拠点に"レジスタンス狩り"をしていたナチス親衛隊員
- ポール・トゥヴィエ - リヨンのミリスに属し「リヨンの処刑人」と呼ばれた。
- シャルル・モーラス - 文芸批評家、王党派右派団体アクション・フランセーズ会員。コラボラシオンで第二次大戦後は終身刑に。ナチス・ドイツのフランス侵攻でリヨンに一時居住
- フランソワーズ・サガン - 幼少期にリヨンに一時居住

## 姉妹都市
- バーミンガム（グレートブリテン島） 1951年 バーミンガム姉妹都市説明サイト
- 横浜（日本） 1959年 横浜市姉妹都市説明サイト
- フランクフルト・アム・マイン ドイツ連邦共和国（西ドイツ） 1960年
- ミラノ（イタリア共和国 1966年
- セントルイス（アメリカ合衆国） 1975年
- 広州（中華人民共和国） 1988年
- ライプツィヒ（ドイツ、旧東ドイツ）
- クリチバ（ブラジル連邦共和国パラナ州）
- アレッポ（シリア）